# Acker-Vergissmeinnicht
Das Acker-Vergissmeinnicht (Myosotis arvensis) ist eine Pflanzenart aus der Gattung Vergissmeinnicht (Myosotis) innerhalb der Familie der Raublattgewächse (Boraginaceae).

## Beschreibung

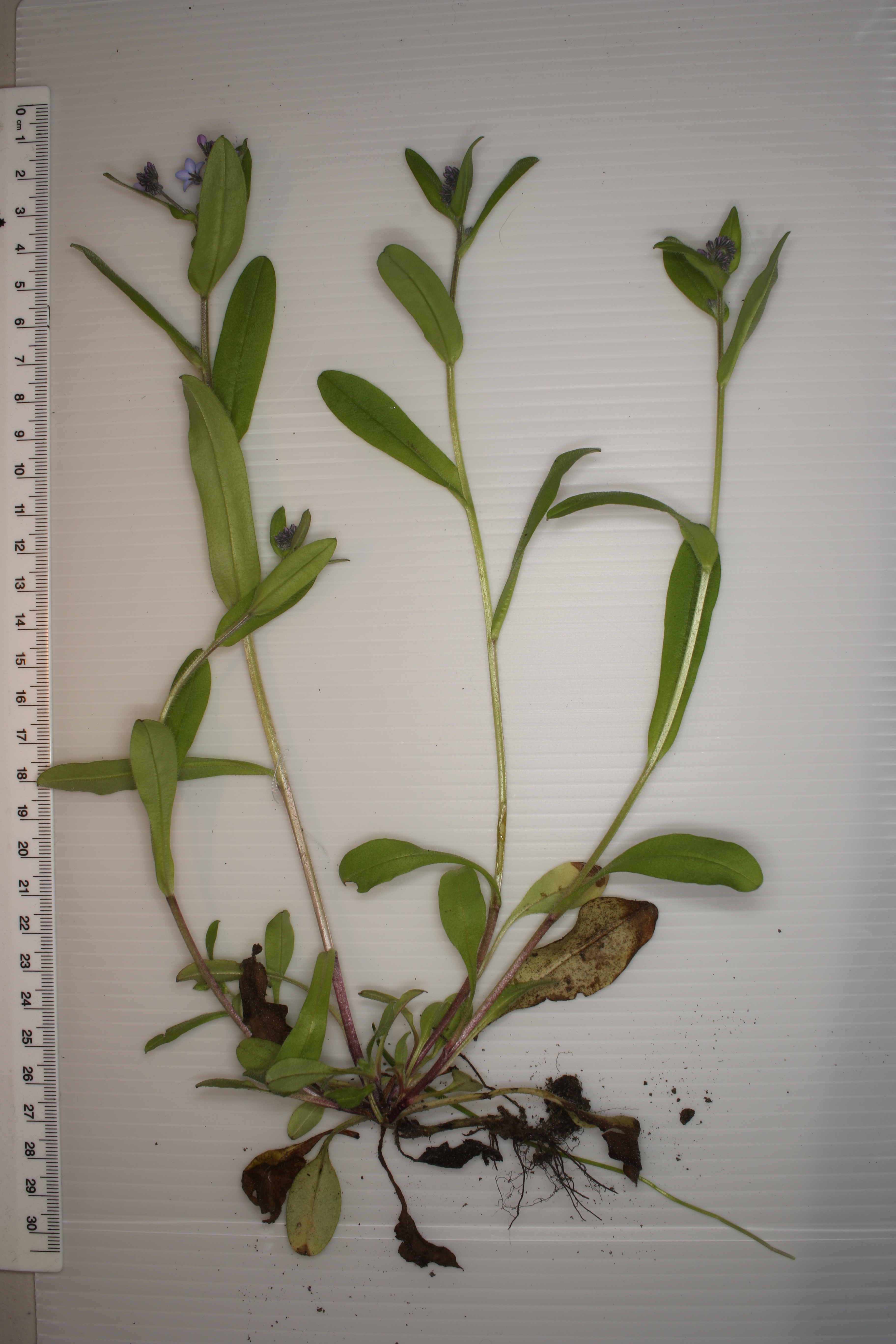
Habitus und Laubblätter

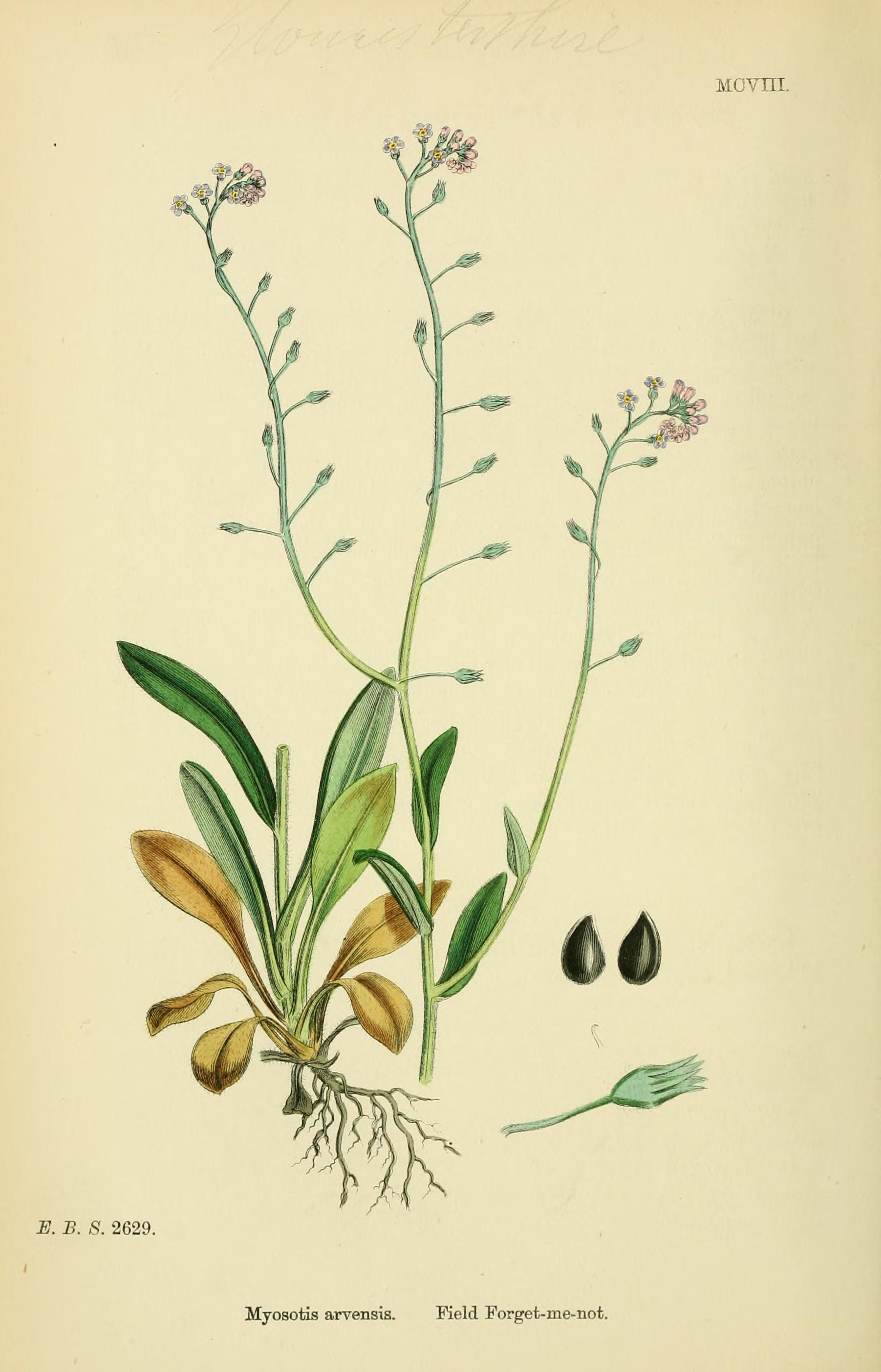
Illustration aus English botany, or, Coloured figures of British plants, 1863

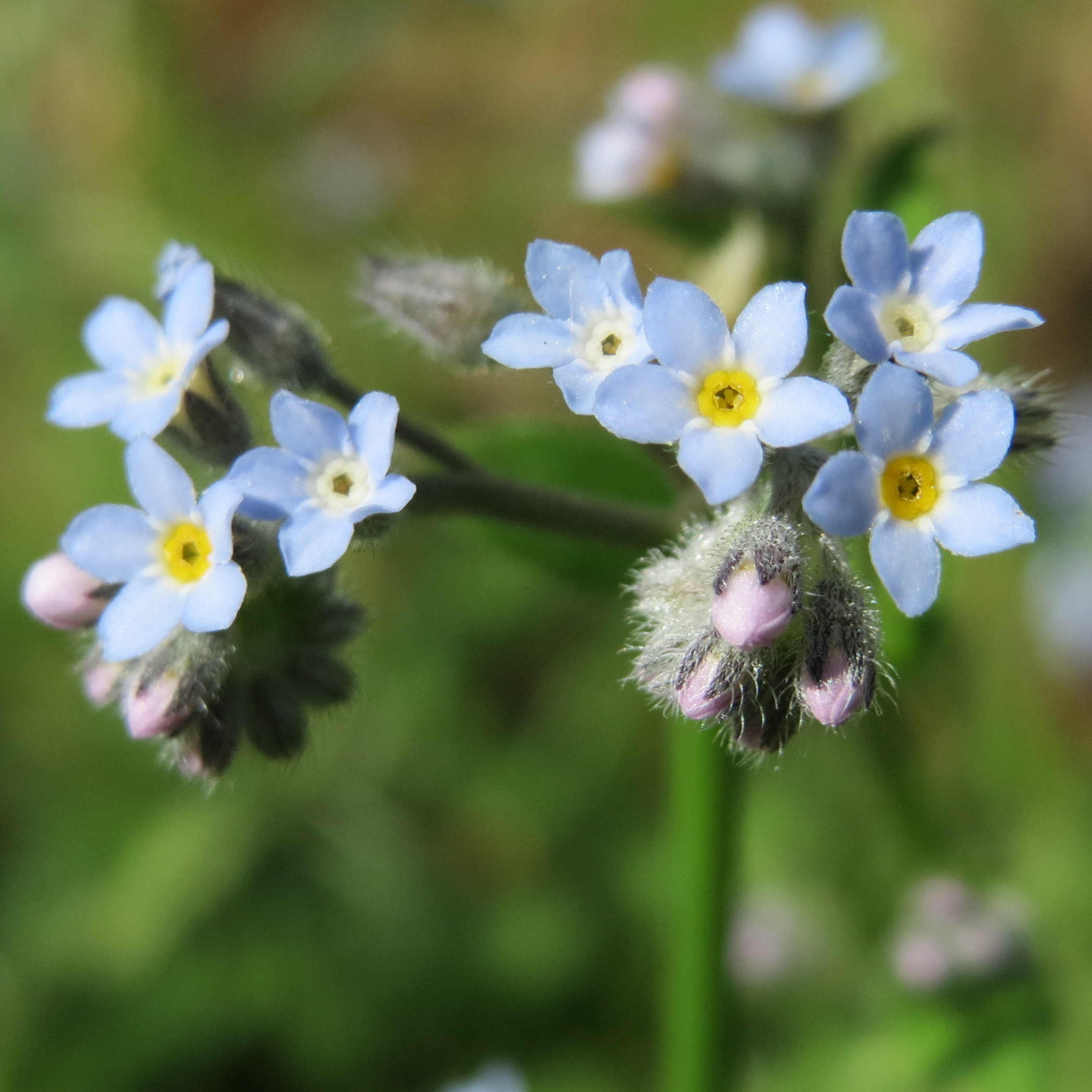
Ausschnitt eines Blütenstandes mit Blüten im Detail

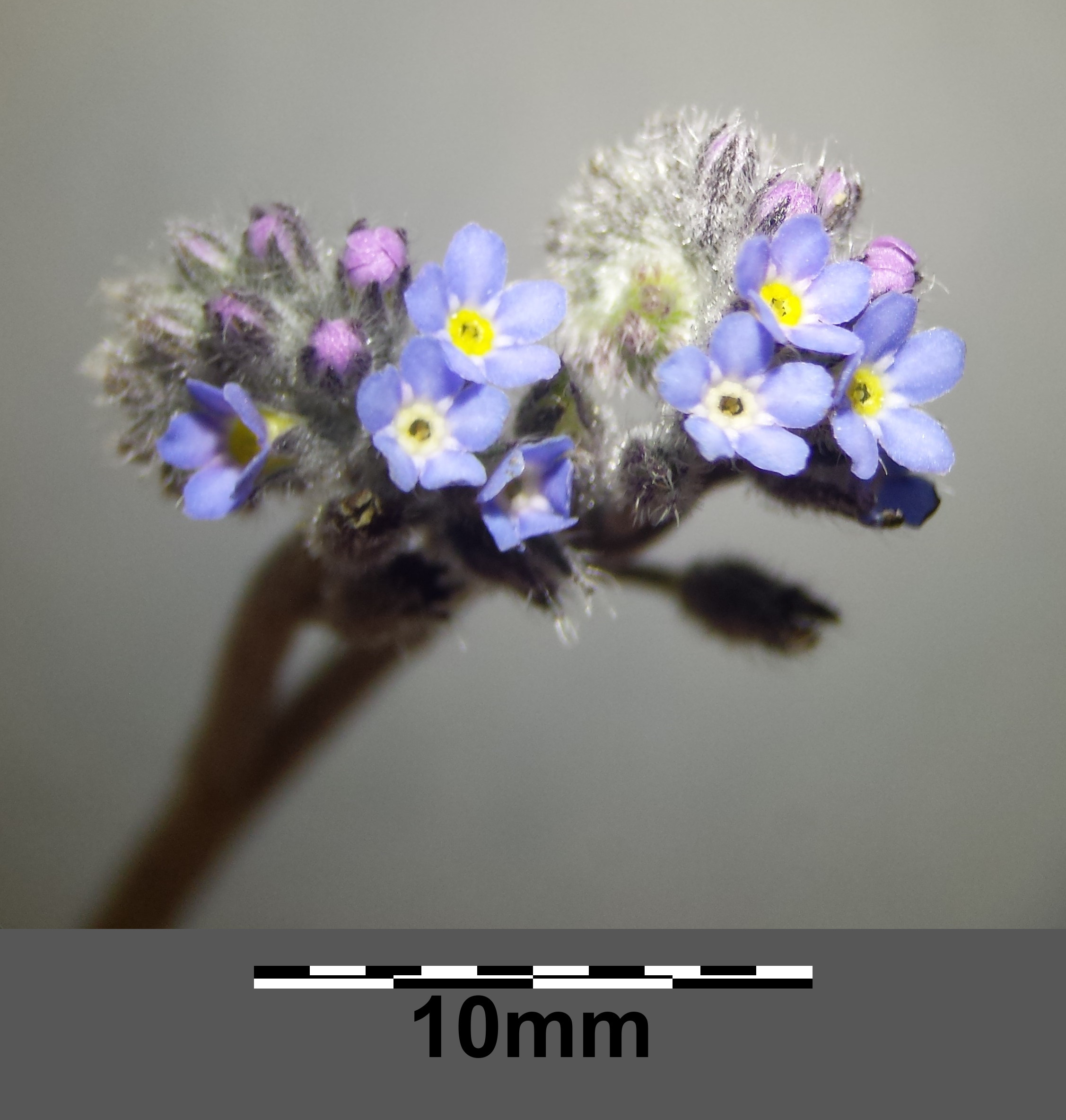
Ausschnitt eines Blütenstandes mit Blüten im Detail von Myosotis arvensis subsp. arvensis

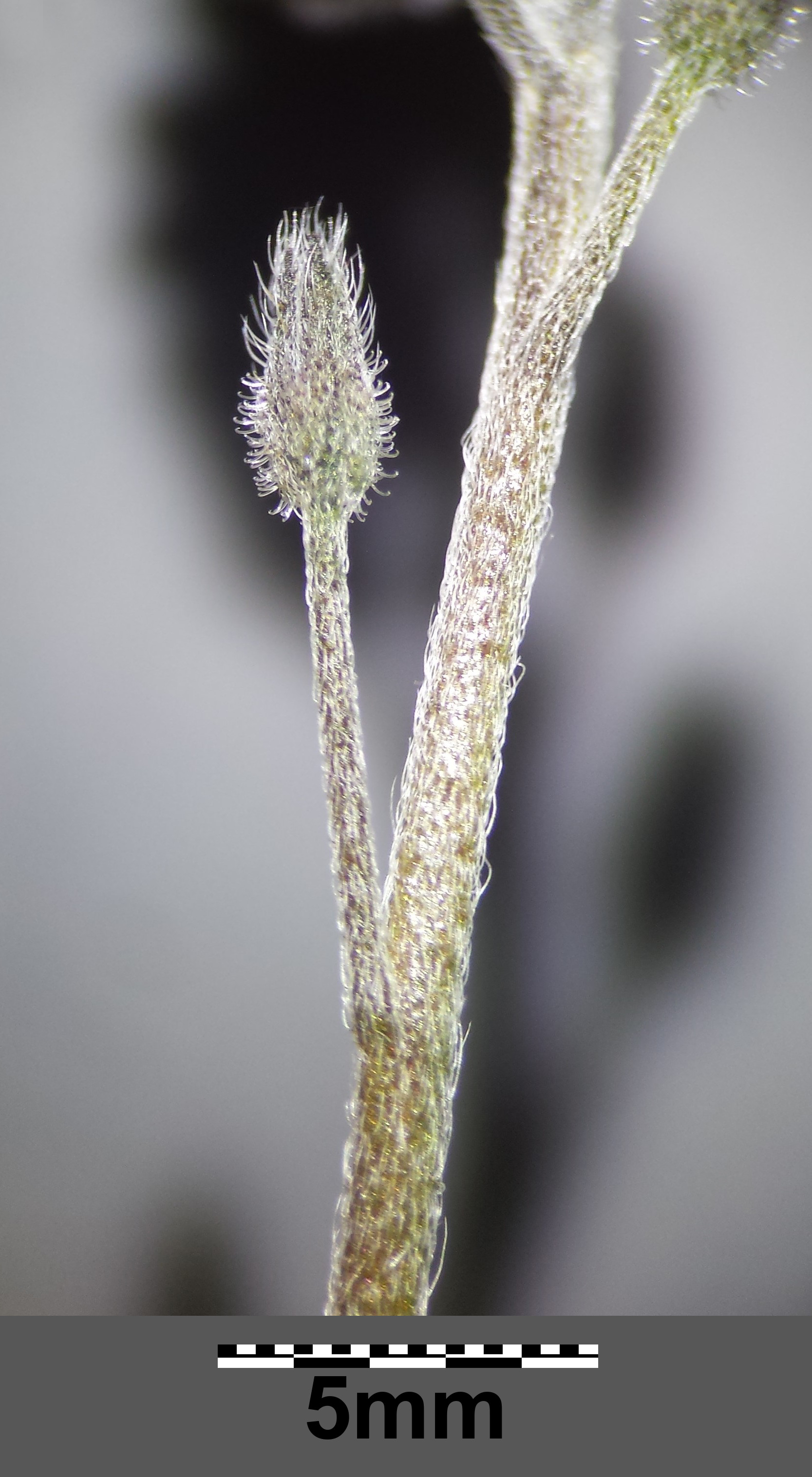
Behaarter Stängel, Fruchtstiel und Kelch von Myosotis arvensis subsp. arvensis

### Vegetative Merkmale
Das Acker-Vergissmeinnicht wächst meist als einjährige, es kann auch als überwinternd-einjährige (winterannuell) oder als zweijährige krautige Pflanze wachsen und erreicht Wuchshöhen von 10 bis 40, selten bis zu 60 Zentimetern. Die Stängel sind aufsteigend bis aufrecht und oft schon vom Grund an stark verzweigt. Im beblätterten Bereich sind die Stängel abstehend, im unbeblätterten angedrückt behaart. Die Trichome sind nicht hakig. Die oberirdischen Pflanzenteile sind mehr oder weniger dicht grau behaart (Indument).
Die Laubblätter sind in grundständigen Rosetten und wechselständig am Stängel verteilt angeordnet. Die Blattspreite der Grundblätter ist bei einer Länge von 2 bis 5, manchmal bis zu 8 Zentimetern sowie einer Breite von bis zu 1,5 Zentimetern verkehrt-lanzettlich, lanzettlich oder eiförmig, dabei allmählich in den Blattstiel verschmälert. Die Stängelblätter sind sitzend, bei einer Länge von meist 2 bis 5 Zentimetern lanzettlich bis eiförmig und mit geraden Trichomen besetzt.

### Generative Merkmale
Die Blütezeit reicht von April oder Mai bis September oder Oktober. Im Blütenstand sind die Blüten dicht angeordnet und er ist an der Basis nicht beblättert. Auch die unteren Blüten besitzen keine Tragblätter.
Die zwittrige Blüte ist fünfzählig mit doppelter Blütenhülle. Die fünf Kelchblätter sind bis etwa zwei Drittel ihrer Länge verwachsen und ist mit abstehenden, hakig gekrümmten Trichomen behaart. Die Kelchzipfel neigen zusammen und verschließen den Kelch. Die hell-blaue Krone ist bei einem Durchmesser von 2 bis 4, selten 5 Millimeter offen-trichterförmig. Staubblätter und Narbe befinden sich im Inneren der Kronröhre.
Der Fruchtstiel steht waagrecht ab und ist 1,5- bis, meist zwei- bis dreimal so lang wie der zur Fruchtreife etwa 7 Millimeter lange Kelch. Die Kelchzipfel sind geschlossen. Die grünlich-schwarzen bis schwarzen oder schwarz-braunen Teilfrüchte sind maximal 2,5 × 1,2 Millimeter groß und besitzen zwei scharfe Kanten und tragen keine Anhängsel.

### Chromosomensatz
Die Chromosomengrundzahl beträgt x =11, 12 oder 13; es liegen unterschiedliche Ploidiestufen vor, mit Chromosomenzahlen von 2n = (36, 48) 52 (bei Tetraploidie), 54 oder 66.

## Ökologie
Beim Acker-Vergissmeinnicht handelt es sich um einen mesomorphen, monokarpen Hemikryptophyten bzw. annuellen oder biennen Therophyten.
Blütenökologisch handelt es sich um Stieltellerblumen. Staubblätter und Narbe befinden sich im Inneren der Kronröhre. Als Belohnung für Bestäuber ist völlig verborgener Nektar vorhanden. Meist erfolgt spontane Selbstbestäubung innerhalb einer Blüte. Die Bestäubung soll auch durch Dipteren, kleine Apoiden und Tagfalter erfolgen. Das Acker-Vergissmeinnicht ist fakultativ autogam, dabei erfolgt meist Selbstbefruchtung und Fremdbefruchtung ist die Ausnahme. Es liegt Selbstkompatibilität vor, also führt Selbstbefruchtung erfolgreich zum Samenansatz. Es liegt Dichogamie vor mit homogamen Blüten, männliche und weibliche Blütenorgane sind also gleichzeitig fertil.
Die Bruchfrucht (hier Klausenfrucht genannt) zerfällt in vier einsamige, geschlossen bleibende Teilfrüchte (Klausen). Die Diasporen sind die Klausen. Die Ausbreitung der Diasporen erfolgt durch den Mund von Tieren (Stomatochorie) und durch Klett- und Klebausbreitung auf der Oberfläche von Tieren (Epichorie).

## Vorkommen
Das Acker-Vergissmeinnicht ist in Europa, Westasien, im Kaukasusraum, in Kasachstan, Sibirien und Nordafrika sowie Makaronesien weitverbreitet. Das Acker-Vergissmeinnicht ist ein meridional-montanes bis boreales, subozeanisches Florenelement. Die Frage, ob es in Mitteleuropa indigen ist, oder ein Archäophyt, ist nicht geklärt. In Deutschland und Österreich kommt das Acker-Vergissmeinnicht überall vor und ist häufig.
Es wächst in Mitteleuropa in Äckern, an Wegrändern, Ruderalstellen und in Gebüschen. Es gedeiht meist auf frischen, nährstoffreichen Lehmböden und kommt von der collinen bis in die montane Höhenstufe vor, selten bis in die subalpine. Es steigt an Schaf- und Ziegenlägern bis über 2000 Meter und kommt an der Alpe Canciano im Puschlav bis 2207 Meter und im Kanton Wallis an der Riffelalp bis in einer Höhenlage von 2227 Metern vor.
Im pflanzensoziologischen System ist das Acker-Vergissmeinnicht eine Charakterart der Klasse Secalietea, der Segetal-Unkrautgesellschaften. Es kommt aber auch in Pflanzengesellschaften der Ordnung Polygono-Chenopodietalia oder Atropetalia vor.
Die ökologischen Zeigerwerte nach Ellenberg sind: Lichtzahl 6 = Halbschatten- bis Halblichtpflanze, Temperaturzahl 6 = Mäßigwärme- bis Wärmezeiger, Kontinentalitätszahl 5 = See-/Steppen-Übergangsklima zeigend, Feuchtezahl 5 = Frischezeiger, Feuchtewechsel = keinen Wechsel der Feuchte zeigend, Reaktionszahl = indifferent, Stickstoffzahl 6 = mäßigen Stickstoffreichtum bis Stickstoffreichtum zeigend, Salzzahl 0 = nicht salzertragend, Schwermetallresistenz: nicht schwermetallresistent.
Die ökologischen Zeigerwerte nach Landolt et al. 2010 sind in der Schweiz: Feuchtezahl F = 2 (mäßig trocken), Lichtzahl L = 4 (hell), Reaktionszahl R = 3 (schwach sauer bis neutral), Temperaturzahl T = 3+ (unter-montan und ober-kollin), Nährstoffzahl N = 3 (mäßig nährstoffarm bis mäßig nährstoffreich), Kontinentalitätszahl K = 4 (subkontinental).

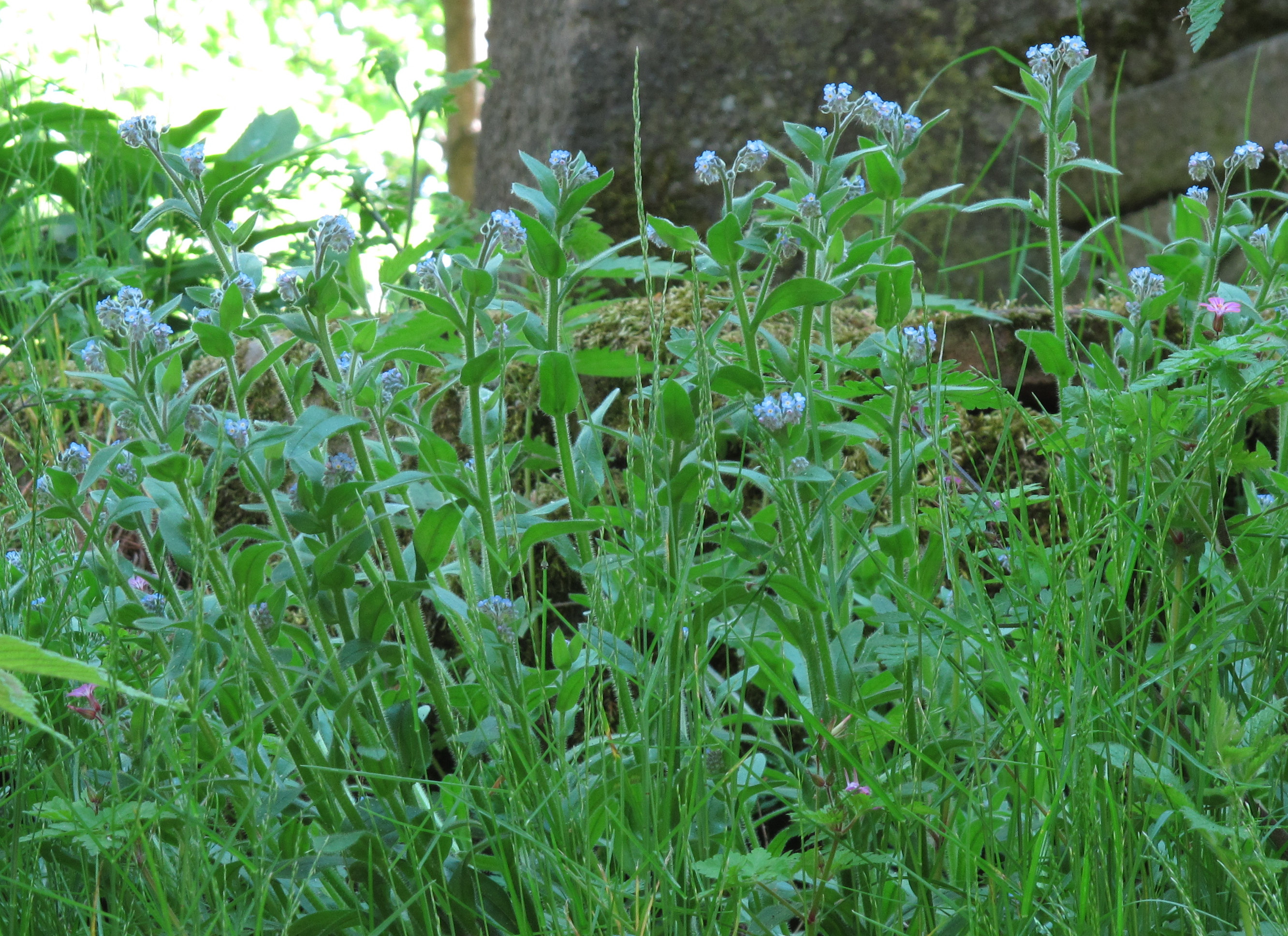
Myosotis arvensis subsp. umbrata

## Systematik
Die Erstveröffentlichung erfolgte 1753 als Myosotis scorpioides var. arvensis durch Carl von Linné in Species Plantarum, S. 131. Die Neukombination zu Myosotis arvensis (L.) Hill wurde 1764 durch John Hill in The Vegetable System, 7, S. 55 veröffentlicht. Das Artepitheton arvensis bedeutet „auf Äckern wachsend“. Weitere Synonyme für Myosotis arvensis (L.) Hill sind: Myosotis intermedia Link, Myosotis ludovici Sennen, Myosotis antonii Sennen, Myosotis arvensis var. graciasi O.Bolòs & Vigo, Myosotis arvensis subsp. dumetorum Blaise nom. inval.
Je nach Autor gibt es von der Art Myosotis arvensis etwa zwei Unterarten:
- Gewöhnliches Acker-Vergissmeinnicht (Myosotis arvensis L. subsp. arvensis): Es gibt Fundortangaben für die Azoren, die Insel Madeira, das nordwestliche Tunesien, das nördliche Algerien, Marokko, die Balearen, Gibraltar, Spanien, Portugal, Andorra, Korsika, Malta, Sardinien, Sizilien, Italien, die Schweiz, Liechtenstein, Österreich, Deutschland, Belgien, Luxemburg, die Niederlande, die Britischen Inseln, Irland, die Färöer-Inseln, Island, Svalbard, Finnland, Schweden, Norwegen, Dänemark, Estland, Lettland, Litauen, Kaliningrad, Polen, Belarus, die Krim, Tschechien, Kroatien, Bulgarien, Georgien, Abchasien, Adschara, Albanien, Armenien, Ungarn, Moldawien, den europäischen sowie asiatischen Teil Russlands, Serbien, Kosovo, die Slowakei, Slowenien, Montenegro, Rumänien, Griechenland, Inseln der östlichen Ägäis und die Türkei.[3][7]
- Hain-Acker-Vergissmeinnicht,[10] Schattenliebendes Acker-Vergissmeinnicht[11] (Myosotis arvensis subsp. umbrata (Rouy) O.Schwarz, Syn.: Myosotis pseudosylvatica Schur): Es gibt Fundortangaben für Portugal, Spanien, Frankreich, Italien, Rumänien, Großbritannien, Irland, Belgien, Deutschland, die Niederlande, die Schweiz, Island, Norwegen, Dänemark, Sardinien, Korsika und die Färöer-Inseln vor.[3]

## Medizinische Nutzung
Myosotis arvensis findet in homöopathischen Arzneimitteln Verwendung als „Wirkstoff“ vor allem gegen Lymphknotenschwellungen. Diese zugeschriebene Wirkung ist wissenschaftlich nicht bestätigt.